# The Pacifier
The Pacifier är en kanadensisk-amerikansk film från 2005 med Vin Diesel i regi av Adam Shankman. Filmen hade svensk premiär den 3 juni 2005.

## Handling
Den elittränade Navy SEAL-agenten Shane Wolf får sitt svåraste uppdrag hittills, att ta hand om den mördade professor Plummers fem barn varav två av dem är revolterande tonåringar, vilket blir svårare än han tror.

## Roller (i urval)
- Vin Diesel - Shane Wolf
- Lauren Graham - Rektor Claire Fischer
- Faith Ford - Julie Plummer
- Brittany Snow - Zoe Plummer
- Max Thieriot - Seth Plummer
- Morgan York - Lulu Plummer
- Kegan Hoover / Logan Hoover - Peter Plummer
- Brad Garrett - bitr. rektor Dwayne Murney
- Chris Potter - Kapten Fawcett
- Carol Kane - Helga
- Dennis Akayama - Mr. Chun
- Mung- Ling Tsui - Mrs. Chun
- Tate Donovan - Prof. Howard Plummer

### Fotnoter
1. ↑  Karoline Eriksson (2 juni 2005). ”The Pacifier Vin Diesel chanslös i loserprojekt”. Svenska dagbladet. http://www.svd.se/vin-diesel-chanslos-i-loserprojekt. Läst 20 augusti 2016.